# Liane de Pougy

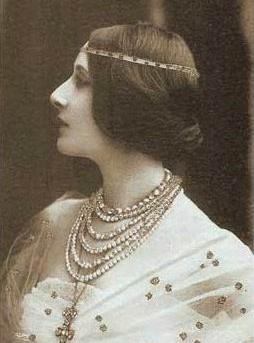
Liane de Pougy, foto door Léopold-Émile Reutlinger.

Anne-Marie Chassaigne (La Flèche (Sarthe), 2 juli 1869 - Lausanne, 26 december 1950, meest bekend onder de naam Liane de Pougy, ook wel bekend als Madame Henri Pourpe en, na haar tweede huwelijk, prinses Georges Ghika, was een danseres en courtisane uit de belle époque.

## Levensloop
Liane de Pougy werd geboren onder de naam Anne-Marie Chassaigne als de dochter van de legerofficier Pierre Blaise Eugène Chassaigne en de van origine Spaanse Marie Aimée Gabrielle Lopez. Ze kreeg een religieuze opleiding bij de nonnen in het klooster van Sainte-Anne-d'Auray in Morbihan en werd op 17-jarige leeftijd uitgehuwelijkt aan een nogal gewelddadige echtgenoot, een marine-luitenant genaamd Joseph Armand Henri Pourpe. Zijn mishandelingen leverden haar littekens op die ze de rest van haar leven met zich mee zou dragen, volgens sommige overleveringen zou hij haar zelfs met zijn pistool beschoten hebben. Samen kregen ze een zoon, Marc Marie Edmond Armand Pourpe, die later faam zou krijgen als piloot en in december 1914 tijdens de Eerste Wereldoorlog sneuvelde. Na twee jaar worden de mishandelingen haar te veel en vluchtte ze naar Parijs, waar ze een echtscheiding verkreeg, een zware schande in die dagen.

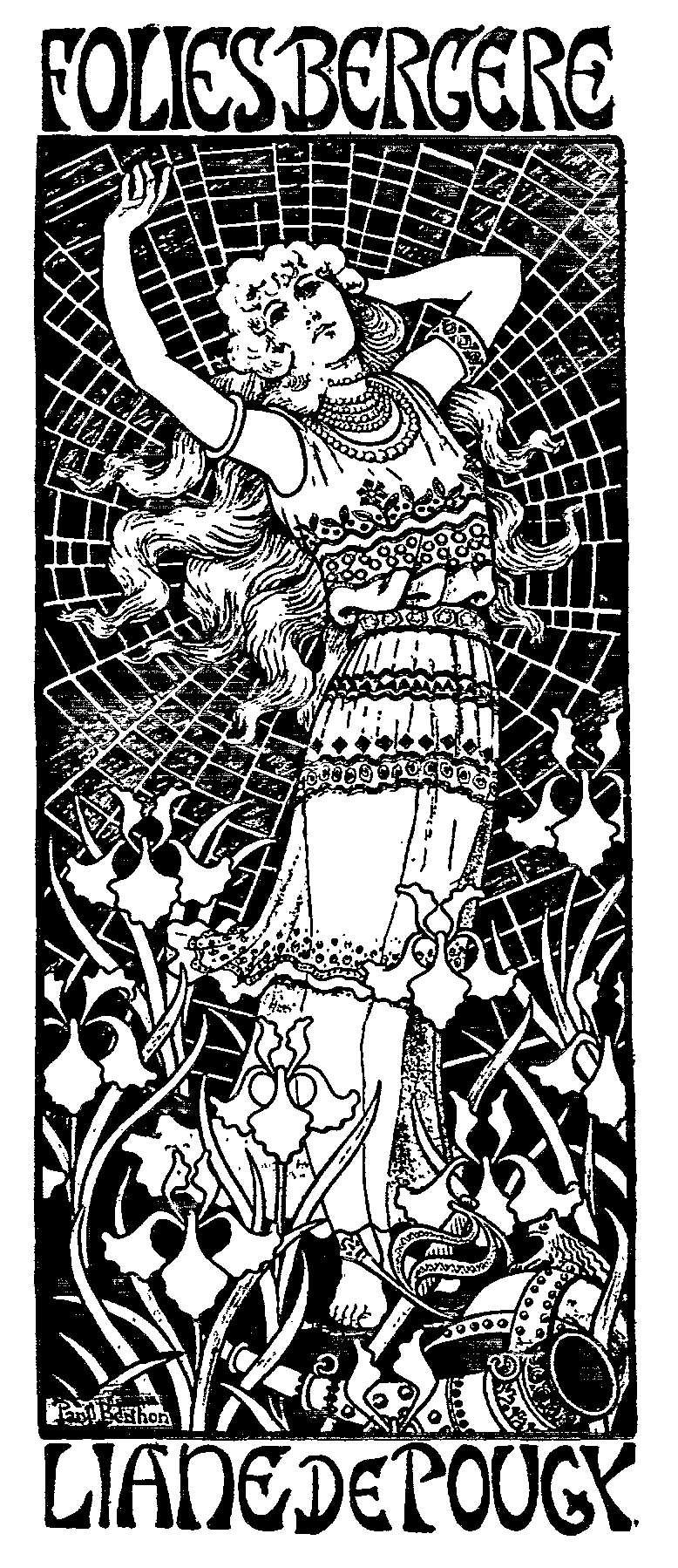
Liane de Pougy in de Folies Bergère in 1896, affiche van Paul Berthon.

Ze ontmoette in Parijs de beroemde courtisane Valtesse de La Bigne, die haar introduceerde bij de elite van de Parijse samenleving. Ze nam toen de naam Liane de Pougy aan, naar de achternaam van een van haar minnaars, een zekere vicomte de Pougy. In de jaren die daarop rees haar ster snel. Liane, openlijk biseksueel, vermaakte zich met minnaars van beiderlei kunne, die haar voorzagen van juwelen, personeel en alles wat een high class courtisane in die dagen aan levensstijl nodig had. Haar breed uitgemeten rivaliteit met een andere bekende courtisane uit die dagen, La Belle Otero droeg bij aan de faam van beiden. Ze wordt genoemd als een van de drie gratiën van de belle époque samen met Émilienne d'Alençon, die een tijdlang haar minnares was, en Caroline Otero.
Onder haar welwillende en welbetalende minnaars vinden we George Herbert, 5th Earl of Carnarvon, Gabriele D'Annunzio en Jagatjit Singh, de maharadja van Kapurthala. Daarnaast was er ook de toneelschrijver Henri Meilhac, die al snel voor haar charmes viel en haar introduceerde in de wereld van het theater en haar een baan als cabaretdanseres bij de Folies Bergère bezorgde. Ze maakte daar al snel furore.
In 1899 ontmoette Liane de Pougy de schrijfster Natalie Clifford Barney. Hun romance ontsteeg alles wat daarvoor was, maar Nathalie was niet iemand voor langdurige relaties. Hun verhouding bezweek al snel als gevolg van het bedrog van de laatstgenoemde. Deze schreef hier in 1901 een als sleutelroman gepresenteerd boek over, Idylle Sapphique hetgeen een flinke bestseller werd.

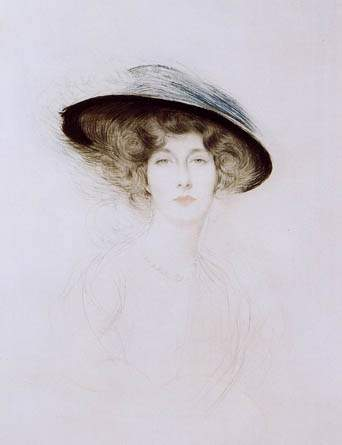
Liane de Pougy, door Paul César Helleu

Op het hoogtepunt van haar carrière, in 1910, maakte ze kennis met een prins van Roemeense afkomst, Georges Ghika, die weliswaar zeer adellijk, maar ook straatarm was. Ze trouwde met hem en had gedurende 16 jaar een zeer gelukkig huwelijk met hem, totdat hij haar voor een jongere vrouw verliet. Om zich te troosten nam ze meerdere minnaars. De prins kwam uiteindelijk terug, maar van hun daarvoor stabiele relatie was niets meer over.
In 1928 bevriendde Liane zich met de moeder-overste van het Sint Agnès opvanghuis in Saint-Martin-le-Vinoux (niet ver van Grenoble), en zamelde hiervoor geld in bij haar Parijse vrienden. Ze heeft de rest van haar leven altijd een sterke band met het instituut behouden, en een van haar wensen was om daar begraven te worden.
Na het overlijden van de prins, rond 1945, trad ze als leek toe tot de derde orde van de dominicanen. Ze overleed te Lausanne.

## Werken
Liane de Pougy is de schrijfster van zeven romans, waaronder het postuum uitgegeven Mes cahiers bleues.
- L'Insaisissable, roman, gewijd aan Jean Lorrain, een nauwe vriend
- La Mauvaise part, roman
- Myrrhille
- Idylle saphique, Paris, 1901 (heruitgave: Paris, Éditions des Femmes, 1987)
- Mes Cahiers Bleus, Paris, Plon, 1977